# الی وگنر
الی وگنر (انگلیسی: Aly Wagner؛ زادهٔ ۱۰ اوت ۱۹۸۰) یک بازیکن فوتبال اهل ایالات متحده آمریکا است.
از باشگاه‌هایی که در آن بازی کرده‌است می‌توان به باشگاه فوتبال زنان المپیک لیون و لس‌آنجلس سل اشاره کرد.